# غریق (روستا)
غریق (در عربی:  الغُریق )
نام روستایی است در دهستان الغُربان از توابع استان عَدَن در کشور یمن در شبه جزیره عربستان.

## جمعیت
جمعیت آن (۴۰) نفر (۴ خانوار) می‌باشد.